# Zwerg-Lerchensporn
Der Zwerg-Lerchensporn (Corydalis pumila), auch Kleiner Lerchensporn oder Niedriger Lerchensporn genannt, ist eine Pflanzenart aus der Gattung Lerchensporne (Corydalis) in der Unterfamilie der Erdrauchgewächse (Fumarioideae) innerhalb der Familie der Mohngewächse (Papaveraceae).

## Beschreibung

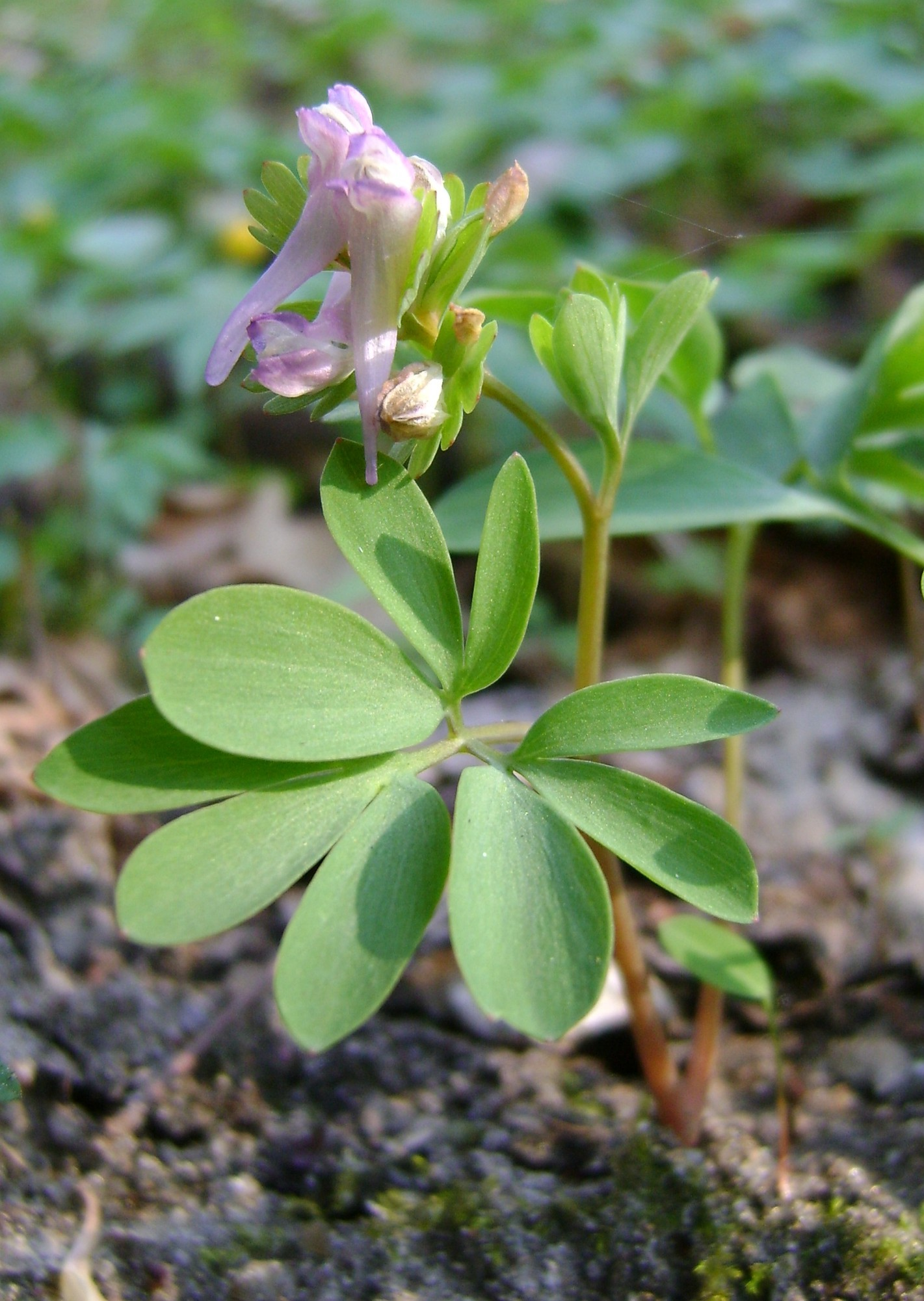
Habitus, Laubblätter, Blütenstand, zygomorphe Blüten mit Sporn

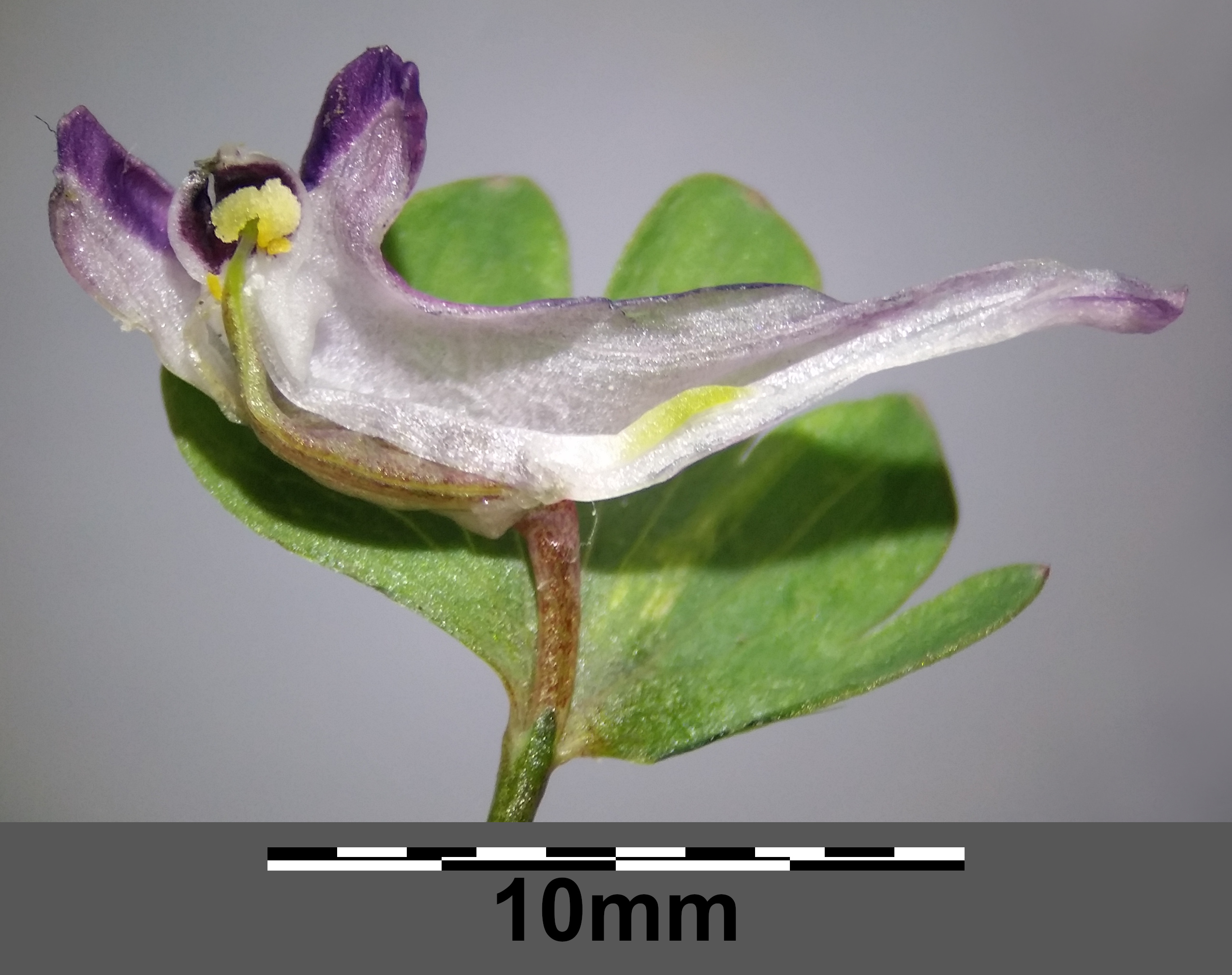
Längsschnitt durch eine Blüte

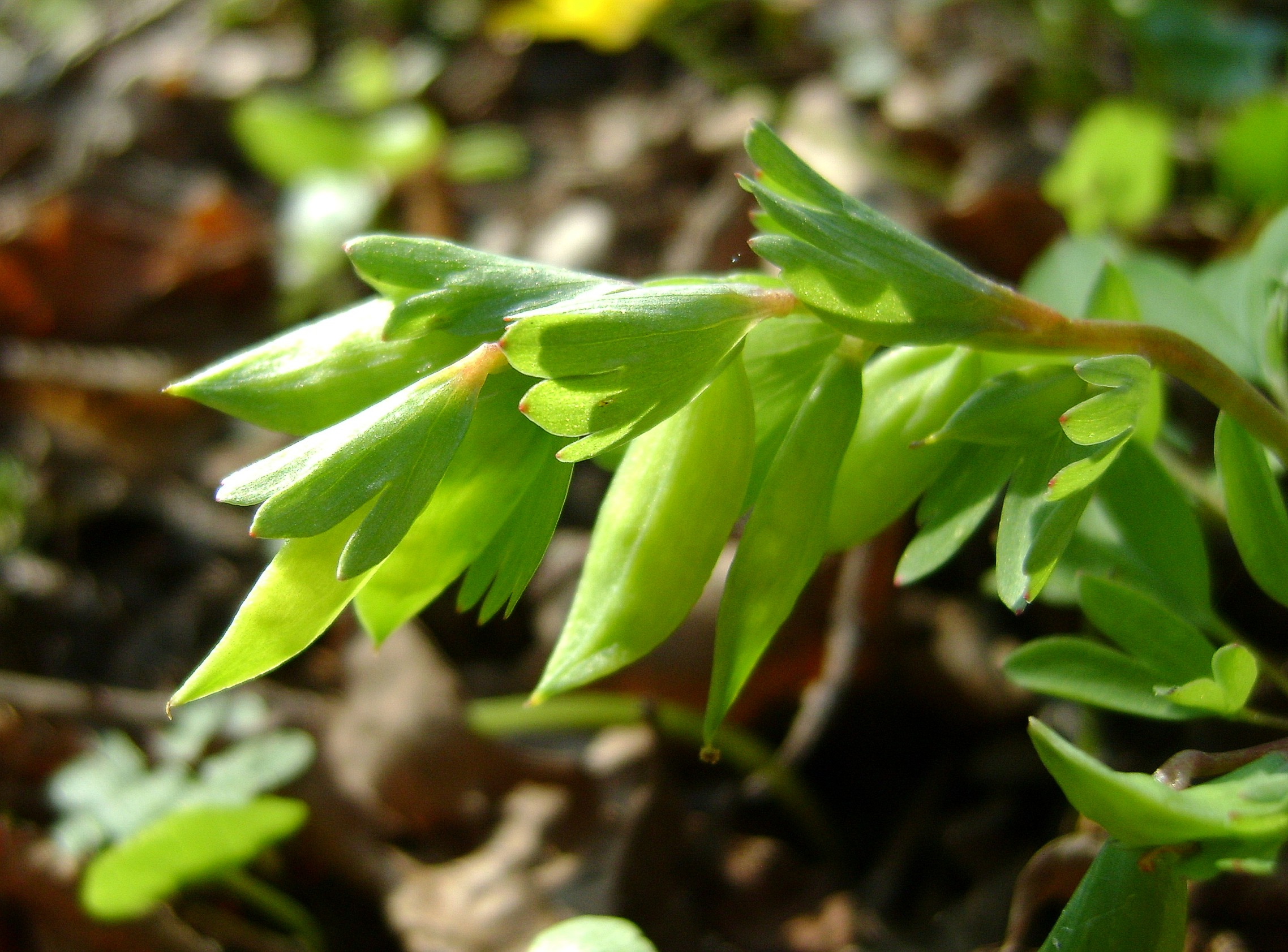
Unreife Früchte

Der Zwerg-Lerchensporn ist eine ausdauernde krautige Pflanze, die Wuchshöhen von selten 5, bis meist 10 bis 20 Zentimetern erreicht. Die kugelige Knolle ist massiv (nicht hohl). Der aufrechte, zarte Stängel besitzt am Grunde ein schuppenförmiges, bleiches Niederblatt, aus dessen Achsel oft ein steriler Nebenast mit bis zu zwei Laubblättern entspringt. Die Laubblätter sind schwach blau-grün.
In einem traubigen Blütenstand, der ein bis sechs Blätter besitzt, stehen wenige (ein bis acht) Blüten zusammen. Die Deckblätter werden als keilförmig und fingerförmig eingeschnitten oder handförmig gelappt bis gespalten, breit-keilförmig, breiter als lang und die Früchte fast vollständig bedeckend beschrieben. Der Blütenstiel ist höchstens ein Viertel so lang wie der gerade Sporn. Die zwittrigen Blüten sind zygomorph. Die blass- oder trüb-purpurfarbene Blütenkrone ist 12–15 mm lang.
Der Fruchtstand ist er leicht überhängend. Die aufrechte bis abstehende Frucht ist deutlich zusammengedrückt, zwei- bis meist dreimal so lang wie der Fruchtstiel.
Die Chromosomenzahl beträgt 2n = 16.

## Ähnliche Art
Beim Zwerg-Lerchensporn (Corydalis pumila) und Mittleren Lerchensporn (Corydalis intermedia) sind die Laubblätter und auch der traubige Blütenstand sehr ähnlich. Bei Corydalis pumila sind die Hochblätter fingerförmig eingeschnitten. Dagegen sind sie bei Corydalis intermedia oval-lanzettlich und ganzrandig.

## Ökologie
Die Bestäubung erfolgt durch Insekten. Die Ausbreitung der Diasporen erfolgt durch Ameisen (Myrmekochorie).

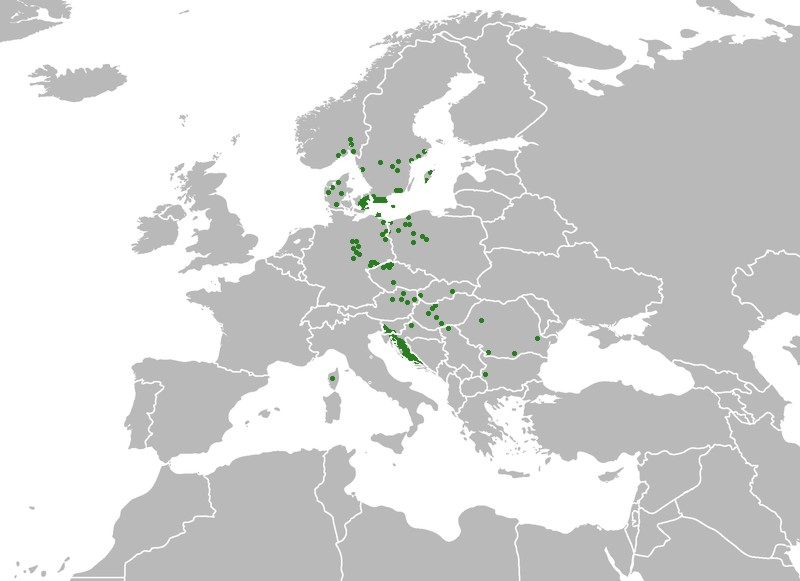
Verbreitung in Europa

## Vorkommen
Der Zwerg-Lerchensporn kommt in Mitteleuropa in Jütland, auf Rügen, Usedom und Hiddensee vor, dann wieder im Gebiet der mittleren Elbe und der unteren Saale und man findet ihn schließlich von Steyr bis Wien, von Wien bis Gloggnitz sowie bei Villach. In Brandenburg gibt es Standorte an den Hängen der Oder.
Der Zwerg-Lerchensporn gedeiht am besten in lockeren, mull- und nährstoffreichen Lehmböden. Er besiedelt lichte Laubmischwälder und Auwälder. Er gedeiht in Mitteleuropa in Gesellschaften der Verbände Carpinion oder Alno-Ulmion.